# Prințesa Margareta a Prusiei
Prințesa Margareta a Prusiei (Margarete Beatrice Feodora) (22 aprilie 1872 - 22 ianuarie 1954) a fost fiica regelui Frederic al III-lea al Germaniei și a Prințesei Victoria a Regatului Unit. S-a căsătorit cu Prințul Frederic Carol de Hesse. Și-a pierdut trei fii în cele două războaie mondiale.

## Primii ani
Prințesa Margareta a Prusiei a fost cel mai mic copil din cei opt ai împăratului Frederic al III-lea al Germaniei, atunci moștenitor al Imperiului german și al soției sale, Prințesa Victoria a Regatului Unit, fiica cea mare a reginei Victoria. Născută la 22 aprilie 1872 la Palatul Nou, reședința familiei Hohenzollern din Potsdam, în momentul în care a fost botezată, capul ei era acoperit cu un păr scurt dobândind porecla de "Mossy".
Nașii ei au fost împăratul Pedro al II-lea al Braziliei și Margareta de Savoia, prințesa moștenitoare a Italiei. A fost numită Margarethe Beatrice Feodora.
Prințesa Margareta a crescut împreună cu surorile ei Prințesa Victoria și Prințesa Sofia. Margareta a fost profund atașată de părinții ei, formând un grup antagonist față de cel al fratelui ei mai mare Wilhelm al II-lea al Germaniei, Prințesa Charlotte și Prințul Heinrich. Ea a rămas apropiată de mama ei și după decesul tatălui.
Margareta a fost considerată cea mai populară dintre surorile kaiserului Wilhelm al II-lea, ea menținând relații bune cu cei mai mulți membri ai familiei. A fost verișoara primară a regelui George al V-lea al Regatului Unit, a împărătesei Alexandra a Rusiei, toți fiind nepoți ai reginei Victoria.

## Căsătorie

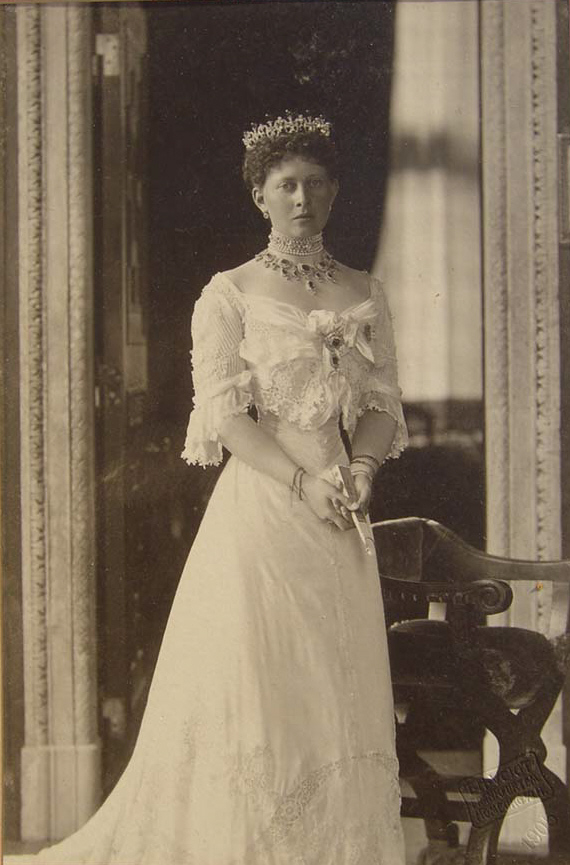
Prințesa Margareta de Hesse-Cassel, născută prințesă a Prusiei, 1905.

Prințesa Margareta a fost atrasă de Prințul Maximilian de Baden. După ce el nu a răspuns afecțiunii ei, Margareta și-a mutat atenția către prietenul lui Max, Prințul Frederic Carol de Hesse, viitorul șef al dinastiei Hesse-Kassel și viitorul rege ales al Finlandei.
Cei doi s-au căsătorit la 25 ianuarie 1893 la Stadtschloss în Berlin la aniversarea căsătoriei părinților ei. Mariajul a fost foarte fericit. După nuntă cuplul a locuit la castelul Rumpenheim însă în 1901, după decesul mamei sale, Prințesa Margareta a moștenit Schloss Friedrichshof și cuplul s-a instalat acolo. În acea epocă era ceva extrem de neconvențional pentru un soț să locuiască în casa soției sale. 

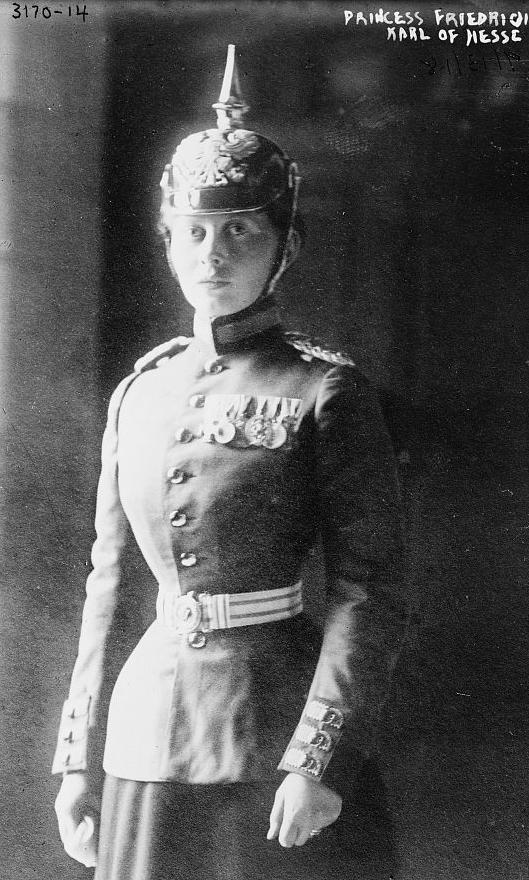
Prințesa Margareta în uniformă

În timpul Primului Război Mondial, prințesa Margareta și-a pierdut doi fii Friedrich Wilhelm și Maximilian, ambii în luptă.. Prințul Friedrich Wilhelm a murit la 12 septembrie 1916 în România iar Prințul Maximilian în octombrie 1914 în Franța.
Ceilalți doi fii Filip și Christoph au îmbrățișat nazismul sperând că într-o zi Hitler va restaura monarhia germană. Filip s-a căsătorit cu prințesa Mafalda, fiica regelui Victor Emmanuel al III-lea al Italiei. Datorită relațiilor sale strânse cu regele Italiei, Filip a fost numit în 1939 în echipa personală a lui Hitler, deoarece el  putea fi un util canal de comunicații între Germania nazistă și Italia fascistă. Când a realizat realitatea nazismului, a încercat să demisioneze dar nu a putut. S-a folosit de poziția sa și de banii săi pentru a oferi pașapoarte evreilor și pentru a-i ajuta să scape în Olanda.
Când regele Italiei Italiei s-a întors împotriva Germaniei, în 1943, Filip a fost arestat și închis într-un lagăr de prizonieri politici, în timp ce soția sa a fost trimisă la Buchenwald, unde a murit din cauza unei hemoragii cauzată de amputarea brațului.
Cel de-al cincilea fiu, Christoph, a fost un susținător fervent al efortului de război german, dar după bătălia de la Stalingrad, el a devenit frustrat de limitările rolul său în acest conflict și a devenit tot mai critic față de conducerea germană. Regimul nazist s-a întors împotriva familiei sale iar el își făcuse planul să părăsească partidul nazist câmd, în 1943, a murit într-un accident de avion.
De asemenea, Prințesa Margareta și-a mai pierdut și o noră în timpul războiului. Soția fiului ei cel mic Wolfgang, Prințesa Maria Alexandra, când ea și alte șapte femei au fost ucise de o bombă la Frankfurt la 29–30 ianuarie 1944.
Prințesa Margareta a avut ani dificili și după 1945; ei au fost agravați de furtul bijuteriilor de familie de la Schloss Friedrichshof în noiembrie 1945, pagubă evaluată la peste 2 milioane de lire sterline. În 1951 familia a recuperat doar 10% din ceea ce li se furase.
Prințesa Margareta, ultimul copil în viață a împăratului Frederic al III-lea, a murit la Kronberg la 22 ianuarie 1954, la 22 de ani după soțul ei și la exact 53 de ani, în aceeași zi cu bunica ei maternă regina Victoria. Avea 81 de ani.